# Weston under Penyard
Weston under Penyard – wieś w Anglii, w hrabstwie Herefordshire. Leży 21 km na południowy wschód od miasta Hereford i 173 km na zachód od Londynu.